# Сілезька кухня

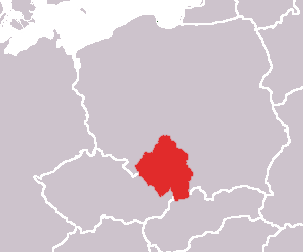
Верхня Сілезія

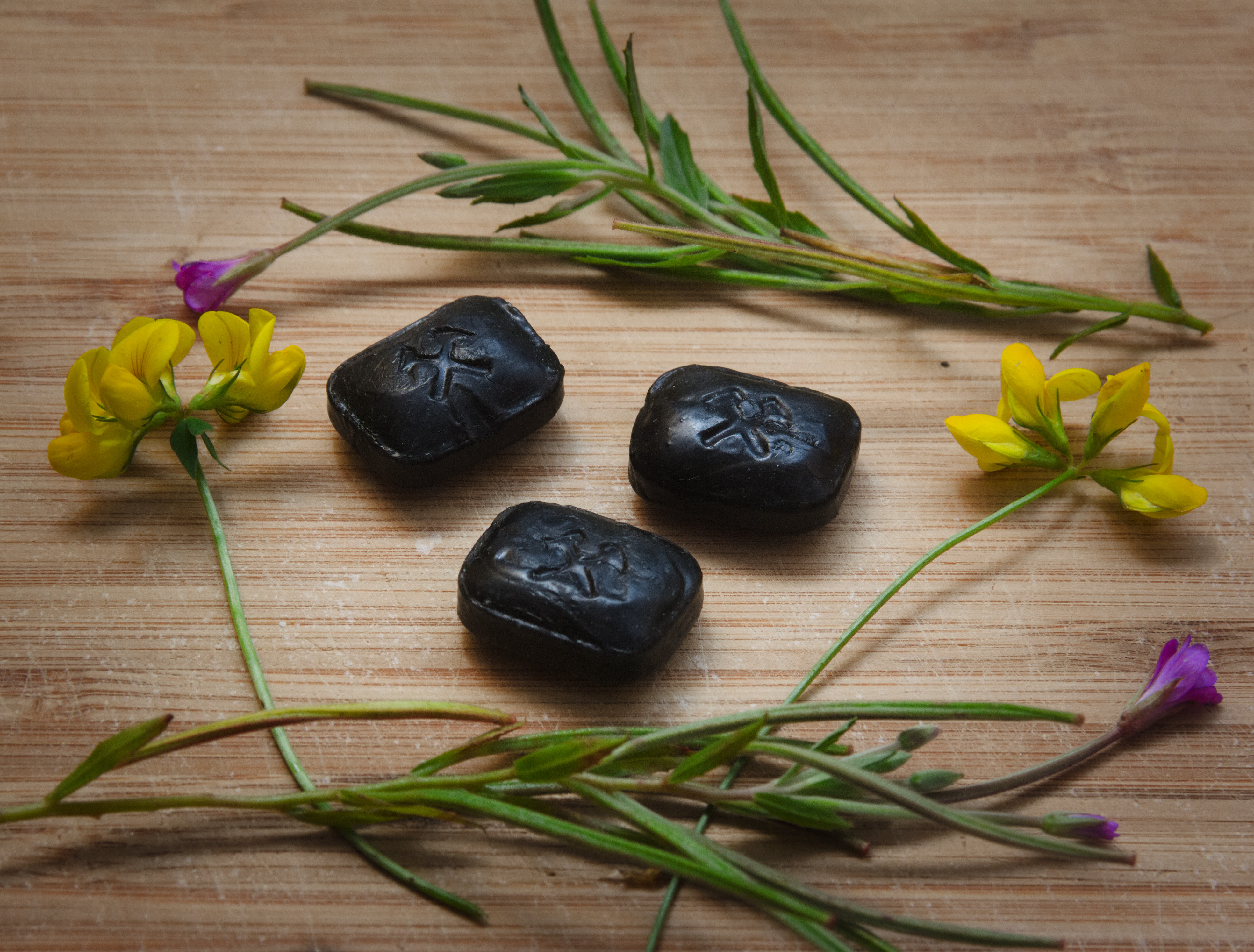
Копальничі цукерки

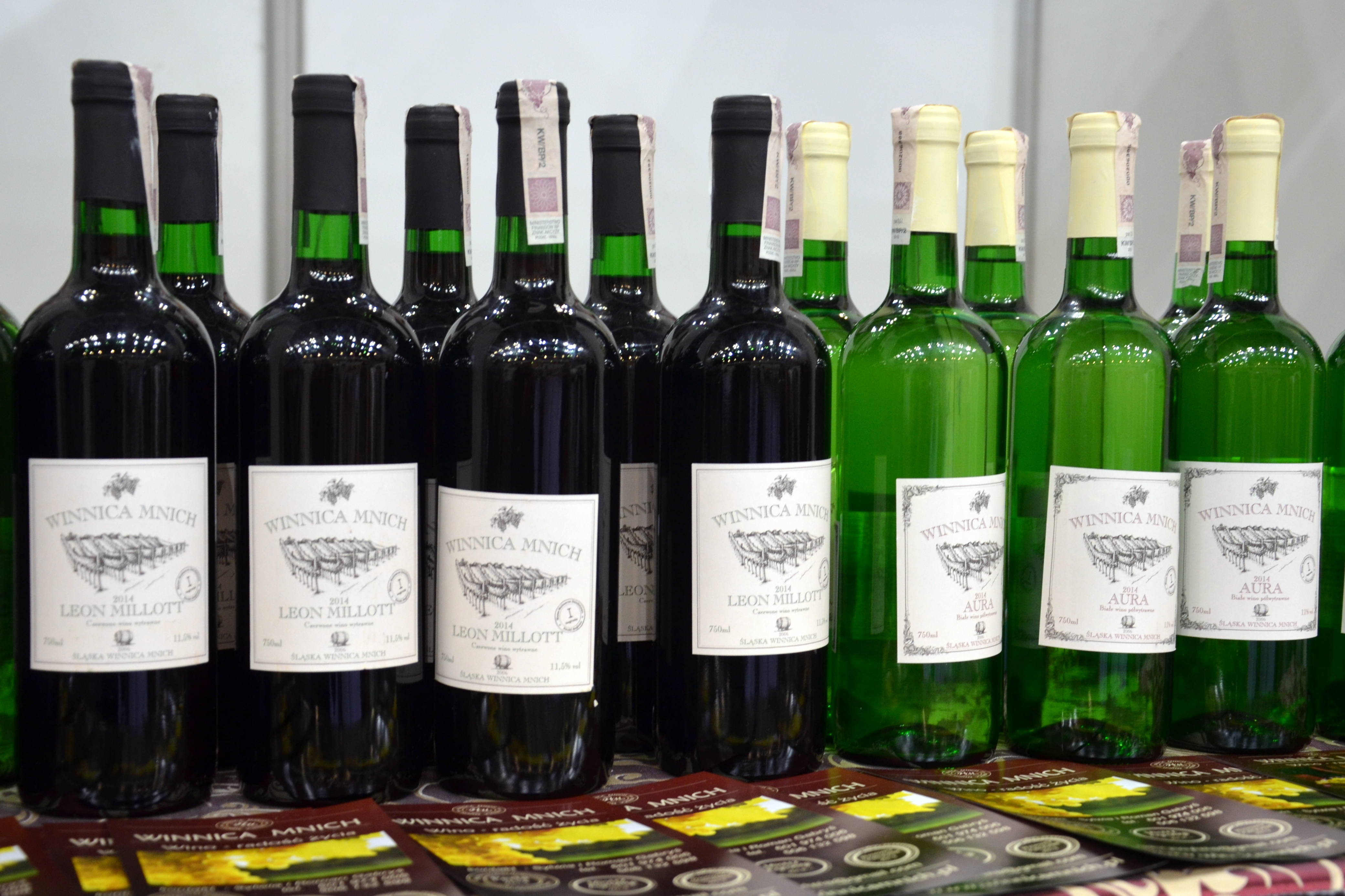
Сілезьке вино, Мніх

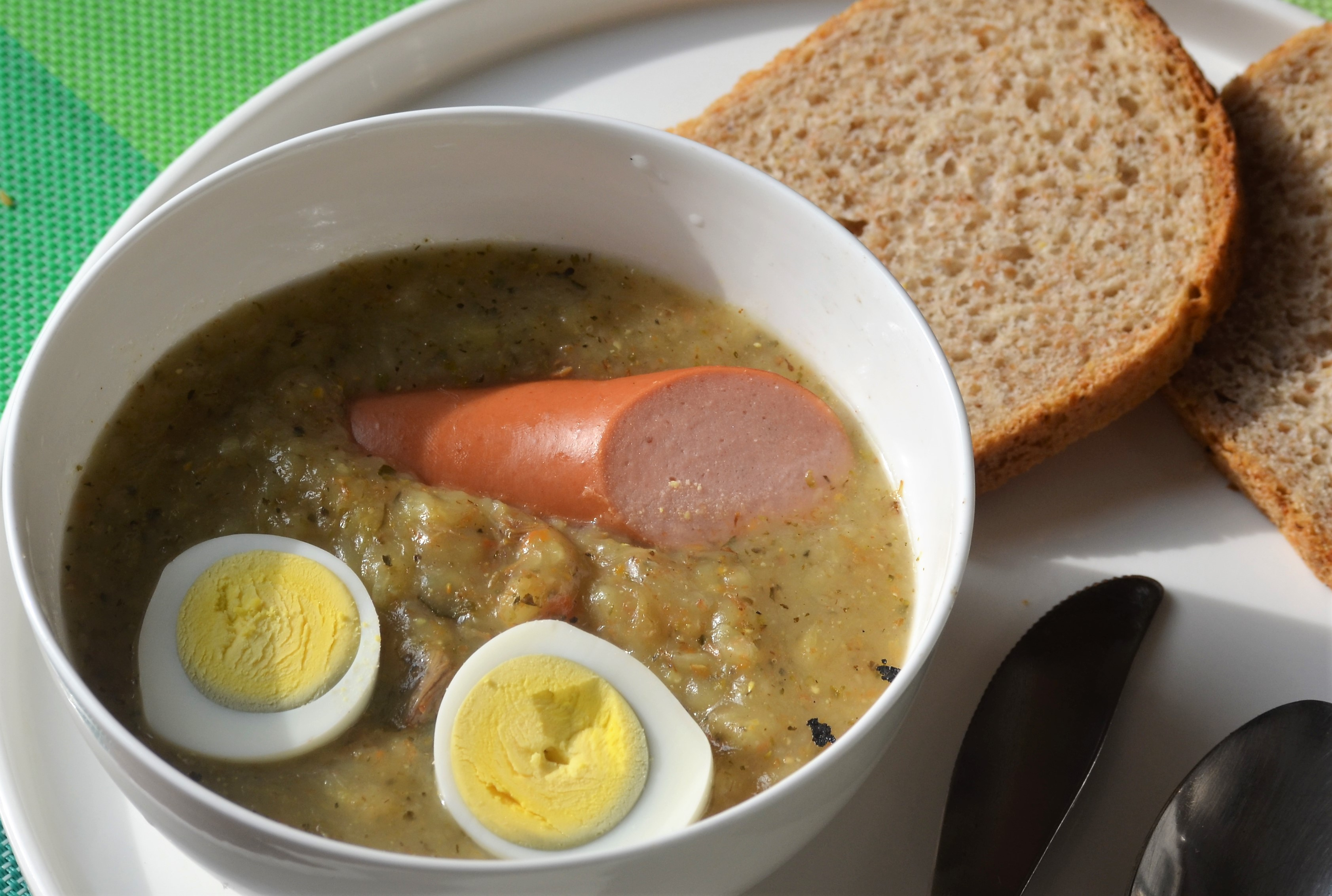
Жур

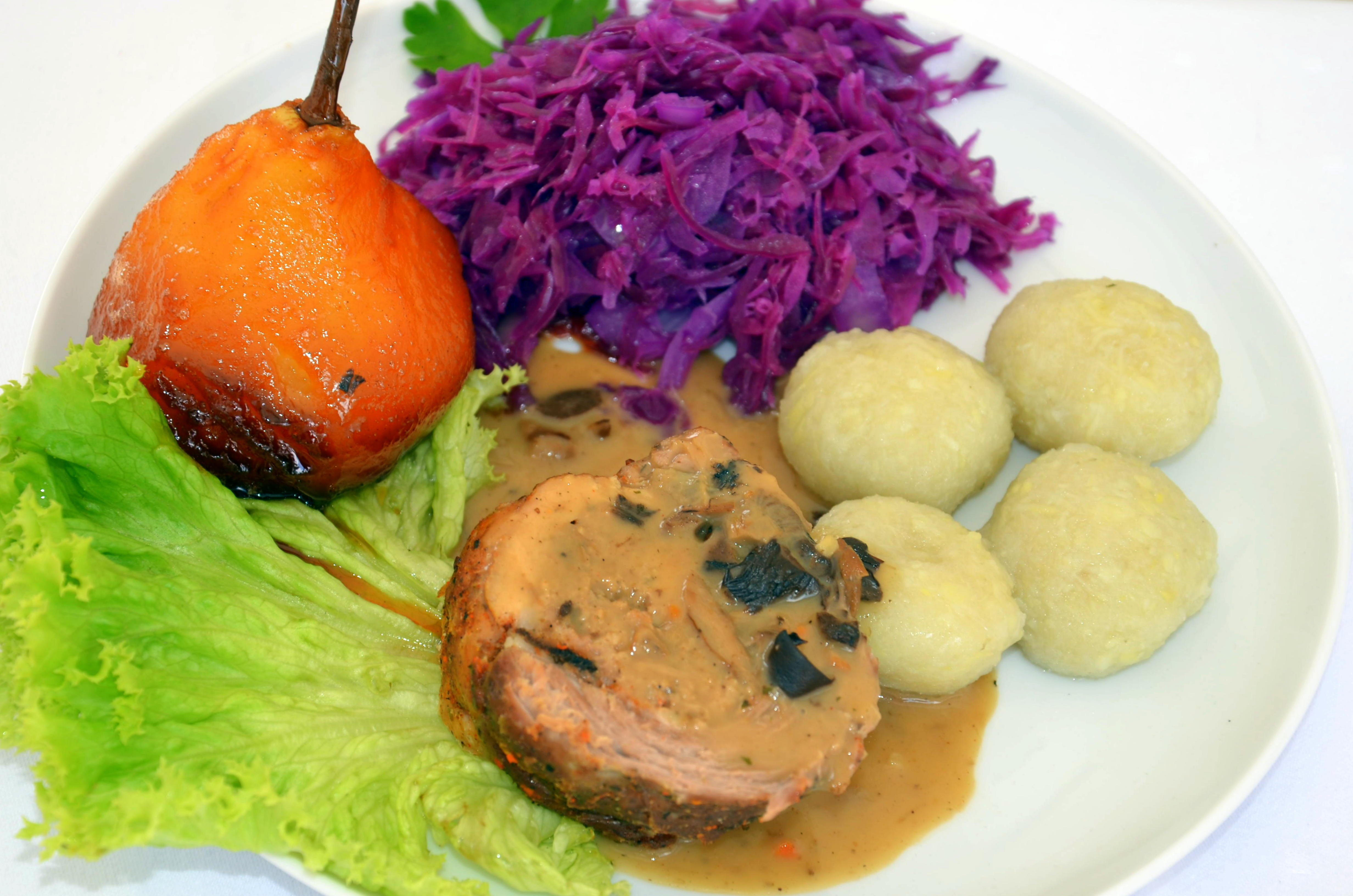
Рулети, силезькі кльоцки та червона капуста

Сілезька кухня — галузь кулінарного мистецтва, яка походить із Верхньої Сілезії та сілезців і є характерною для них.
Століттями сілезька культура змішувалась і була під впливом Польщі, Чехії, Австрії та Німеччини. Це призвело до створення самобутньої культури зі своїми діалектами, народними костюмами та кухнею. Через багатонаціональність цього краю місцева кухня неоднорідна за своїм характером. У Верхній Сілезії їдять типові сілезькі страви (приготовані тут або їдять тільки тут), а також страви, популярні в сусідніх країнах, часто відомі тут під їхньою сілезькою назвою: наприклад, крепель (пончик) або бухта (пампухи парові).
Поширеним явищем є регіональна страва Сілезії, яка включає ролади разом із сілезькими кнедликами та червоною капустою (першою стравою часто є нудельський суп).

## Страви

### М'ясні страви
- Рулет
- Кармінадль
- Крупньок
- Жимлок

### Супи
- Жур сілезький
- Жур одружений
- Водзьонка, броцупа
- Семеньотка
- Брия
- Гороховий суп
- Зелений суп

### Інше
- Армерітер
- Братінгс
- Браткартофле
- Чіапкапуста, також відома як паншкраут
- Пуншований торт
- Гекеле
- Хаускейза
- Чорні кльоцки
- Сілезькі кльоцки
- Копа
- Копальничі цукерки
- Крепель
- Маковкі
- Травневий мед
- Мочка
- Капуста червоноголова
- Облатка
- Сілезький шалот
- Шпайза
- Зіста